# Paul Brannigan
Paul Brannigan (Glasgow, Escocia; 14 de septiembre de 1986) es un actor escocés ganador de un BAFTA Escocia. Sus papeles más conocidosson como Gareth O'Connor en la soap opera escocesa River City y como Robbie en la película The Angels' Share (2012). Brannigan también apareció en la película de 2013 Under the Skin.

## Primeros años
Se crio en el problemático barrio de clase trabajadora de Barrowfield en Glasgow, cerca de Celtic Park. Sus padres eran adictos a las drogas y gran parte de su juventud la pasó en medio de la violencia de pandillas y delitos menores. Brannigan lo ha descrito como «una escena de Trainspotting». Él mismo se convirtió en un reincidente y pasó un tiempo en detención juvenil.

## Carrera
Comenzó su carrera cinematográfica como Robbie en la comedia negra The Angels' Share (2012) de Ken Loach, que tiene lugar en gran medida en Glasgow y las Tierras Altas de Escocia. Fue nominado para un premio BAFTA Escocia al mejor actor por este papel. Brannigan fue originalmente elegido para una aparición de una sola vez en la soap opera de BBC Scotland River City, pero en la primavera de 2013 volvió para un papel recurrente como Gareth O'Connor. Dejó el programa en septiembre de 2013.
Tuvo papeles en las películas Under the Skin y Amanece en Edimburgo, y en 2014 apareció como Scotty en la quinta temporada del drama criminal irlandés Love/Hate y como Michael en el thriller Beyond.

## Vida personal
Ha sido muy abierto acerca de su vida personal y ha puesto de manifiesto que cuando tenía diez años de edad, intentó cortarse las venas. Afirma que, antes de convertirse en actor, tenía contraida graves deudas y no tenía a quien recurrir. Era miembro de una pandilla en Glasgow y sirvió tiempo en un instituto de delincuentes juveniles.
Vive con su novia, Sheree Coutts, y el hijo de ambos, Leo.

## Filmografía

### Cine
| Año  | Título               | Papel  | Notas                                                                       |
| ---- | -------------------- | ------ | --------------------------------------------------------------------------- |
| 2012 | The Angels' Share    | Robbie | BAFTA Scotland Award for Best Actor Creative Scotland Award for Rising Star |
| 2013 | Amanece en Edimburgo | Ronnie |                                                                             |
| 2013 | Under the Skin       | Andrew |                                                                             |

### Televisión
| Año       | Título     | Papel  | Notas       |
| --------- | ---------- | ------ | ----------- |
| 2012-2013 | River City | Gareth |             |
| 2014      | Love/Hate  | Scotty | Temporada 5 |